# Олешковичі (Кам'янецький район)
Олешковичі (біл. Алешкавічы) — село в Білорусі, у Кам'янецькому районі Берестейської області. Орган місцевого самоврядування — Видомлянська сільська рада.

## Географія
Розташоване за 17 км на південний захід від Кам'янця та за 30 км від Берестя.

## Історія
У XIX столітті власницею маєтку в селі була поміщиця Муханова з Потоцьких та барон Маренгейм. У 1920—1930 роках у сільській школі викладалася українська мова та література. У 1926 році мешканці села зверталися до польської влади з проханням відкрити українську школу.

## Населення
За переписом населення Білорусі 2009 року чисельність населення села становило 65 осіб.